# György Zala
György Zala (Budapest, 19 de enero de 1969) es un deportista húngaro que compitió en piragüismo en la modalidad de aguas tranquilas.
Participó en tres Juegos Olímpicos de Verano entre los años 1992 y 2000, obteniendo dos medallas de bronce, una en Barcelona 1992 y una en Atlanta 1996. Ganó ocho medallas en el Campeonato Mundial de Piragüismo entre los años 1989 y 2001, y dos medallas en el Campeonato Europeo de Piragüismo en los años 2000 y 2001.

## Palmarés internacional
| Juegos Olímpicos   | Juegos Olímpicos         | Juegos Olímpicos  | Juegos Olímpicos |
| Año                | Lugar                    | Medalla           | Evento           |
| ------------------ | ------------------------ | ----------------- | ---------------- |
| 1992               | Barcelona (España)       | Medalla de bronce | C1 1000 m        |
| 1996               | Atlanta (Estados Unidos) | Medalla de bronce | C1 1000 m        |
| Campeonato Mundial |                          |                   |                  |
| Año                | Lugar                    | Medalla           | Evento           |
| 1989               | Plovdiv (Bulgaria)       | Medalla de plata  | C4 500 m         |
| 1990               | Poznań (Polonia)         | Medalla de plata  | C1 1000 m        |
| 1990               | Poznań (Polonia)         | Medalla de bronce | C2 500 m         |
| 1995               | Duisburgo (Alemania)     | Medalla de plata  | C4 1000 m        |
| 1998               | Szeged (Hungría)         | Medalla de bronce | C2 1000 m        |
| 2001               | Poznań (Polonia)         | Medalla de oro    | C4 200 m         |
| 2001               | Poznań (Polonia)         | Medalla de plata  | C4 500 m         |
| 2001               | Poznań (Polonia)         | Medalla de oro    | C4 1000 m        |
| Campeonato Europeo |                          |                   |                  |
| Año                | Lugar                    | Medalla           | Evento           |
| 2000               | Poznań (Polonia)         | Medalla de oro    | C4 1000 m        |
| 2001               | Milán (Italia)           | Medalla de plata  | C4 1000 m        |